# قائمة الأفلام المصرية سنة 2007
هذه قائمة بالأفلام المصرية لعام 2007 مرتبة أبجديا

## 2007
| اسم الفيلم         | إخراج                  | بطولة                                                                         | ملاحظات                   |
| ------------------ | ---------------------- | ----------------------------------------------------------------------------- | ------------------------- |
| 45 يوم             | أحمد يسري              | أحمد الفيشاوي - هشام سليم - غادة عبد الرازق - عزت أبو عوف                     |                           |
| أحلام الفتى الطايش | سامح عبد العزيز        | رامز جلال - نيللي كريم - حسن حسني - رجاء الجداوي - نشوى مصطفى - إدوارد        |                           |
| أحلام حقيقية       | محمد جمعة              | خالد صالح - حنان ترك - فتحي عبد الوهاب - داليا البحيري                        |                           |
| أسد وأربع قطط      | سامح عبد العزيز        | هاني رمزي - فور كاتس - حسن حسني - لطفي لبيب - هناء الشوربجي                   |                           |
| ألوان السما السبعة | سعد هنداوي             | ليلى علوي - فاروق الفيشاوي - حسن مصطفى - سوسن بدر - شريف رمزي                 |                           |
| أنا مش معاهم       | أحمد البدري            | أحمد عيد - بشرى - إدوارد - نبيل عيسى - أحمد راتب - رجاء الجداوي - باسم سمرة   |                           |
| اثنين على الرصيف   | طارق الحايس            | سامح يسري - جيهان قمري - إيناس النجار - وحيد سيف                              |                           |
| استغماية           | عماد البهات            | هيدي كرم - أحمد يحيى - عمرو ممدوح - نبيل عيسى                                 |                           |
| الأولة في الغرام   | محمد علي               | هاني سلامة - منة شلبي - أحمد راتب - درة                                       |                           |
| البلياتشو          | عماد البهات            | هيثم أحمد زكي - فتحي عبد الوهاب - هيدي كرم - أحمد راتب - عزت أبو عوف          |                           |
| التوربيني          | أحمد مدحت              | شريف منير - أحمد رزق - هند صبري                                               |                           |
| الجزيرة            | شريف عرفة              | أحمد السقا - محمود ياسين - هند صبري - زينة - محمود عبد المغني                 |                           |
| الحب كدة           | أكرم فريد              | حمادة هلال - منة عرفة                                                         |                           |
| الدرملي فقري تملي  | فكري عبد العزيز        | شريف حمدي - محمد شومان                                                        |                           |
| الشبح              | عمرو عرفة              | أحمد عز - زينة - محمود عبد المغني - صلاح عبد الله - منة فضالي                 |                           |
| الشياطين           | أحمد أبو زيد           | شريف منير - دوللي شاهين - جومانا مراد - خالد زكي                              |                           |
| الماجيك            | أحمد مصطفى             | عمرو عابد - أحمد حاتم - كريم قاسم - لارا صبري - إيناس المصري - فرح            |                           |
| تيمور وشفيقة       | خالد مرعي              | أحمد السقا - منى زكي - هالة فاخر - رجاء الجداوي - جميل راتب                   |                           |
| جوبا               | أحمد سمير فرج          | مصطفى شعبان - داليا البحيري                                                   |                           |
| حسن طيارة          | سامح عبد العزيز        | خالد النبوي - رزان مغربي - خالد الصاوي - عزت أبو عوف                          |                           |
| حوش اللي وقع منك   | أحمد الجندي            | أحمد رزق - علا غانم - محمود عبد المغني - بشرى                                 |                           |
| حين ميسرة          | خالد يوسف              | سمية الخشاب - عمرو سعد - وفاء عامر - عمرو عبد الجليل - هالة فاخر - أحمد بدير  |                           |
| خارج على القانون   | أحمد نادر جلال         | كريم عبد العزيز - مايا نصري - حسن حسني                                        |                           |
| خليج نعمة          | مجدي الهواري           | غادة عادل - أحمد فهمي - راندا البحيري - محمود العسيلي - مي كساب - إدوارد      |                           |
| خليك في حالك       | أيمن مكرم              | أحمد عيد - نانا - راندا البحيري                                               |                           |
| خمس نجوم           | حاتم موسى              | أحمد هارون - دوللي شاهين - أحمد برادة                                         |                           |
| شارع 18            | حسام الجوهري           | دنيا سمير غانم - أحمد فلوكس - عمر حسن يوسف - ميس حمدان                        |                           |
| شيكامارا           | أيمن مكرم              | مي عز الدين                                                                   |                           |
| صباحو كدب          | محمد النجار            | أحمد آدم - محمد شرف - أميرة فتحي - أميرة العايدي                              |                           |
| طاطا نام طاطا قام  | كريم ضياء الدين        | شريف نجم - عمرو عبد الجليل - شعبان عبد الرحيم - إيناس النجار                  |                           |
| عجميستا            | طارق عبد المعطي        | خالد أبو النجا - شريف رمزي - عمرو ممدوح - أحمد عقل - عبد الله مشرف - يوسف عيد |                           |
| عصابة الدكتور عمر  | علي إدريس              | مصطفى قمر - ياسمين عبد العزيز                                                 |                           |
| علاقات خاصة        | إيهاب لمعي             | أحمد فلوكس - سارة بسام                                                        |                           |
| عمر وسلمى          | أكرم فريد              | تامر حسني - مي عز الدين - ميس حمدان - عزت أبو عوف                             |                           |
| عمليات خاصة        | عثمان أبو لبن          | خالد سليم - تامر هجرس - نبيل عيسى - نيكول سابا - أمير كرارة - مصطفى فهمي      |                           |
| عندليب الدقي       | وائل إحسان             | محمد هنيدي                                                                    |                           |
| غرفة 707           | إيهاب راضي             | مجدي كامل - رولا سعد                                                          |                           |
| في شقة مصر الجديدة | محمد خان               | غادة عادل - خالد أبو النجا - يوسف داود - أحمد راتب - عايدة رياض               |                           |
| كده رضا            | أحمد نادر جلال         | أحمد حلمي - منة شلبي - لطفي لبيب - خالد الصاوي                                |                           |
| كركر               | علي رجب                | محمد سعد - ياسمين عبد العزيز - حسن حسني - رجاء الجداوي - علاء مرسي            |                           |
| كشف حساب           | أمير رمسيس             | خالد أبو النجا - نور - بسمة - راندا البحيري - محمود عبد المغني                |                           |
| مجانين نص كوم      | أحمد فهمي عبد الظاهر   | تامر عبد المنعم - دينا                                                        |                           |
| مرجان أحمد مرجان   | علي إدريس              | عادل إمام - ميرفت أمين - شريف سلامة - بسمة                                    |                           |
| مطب صناعي          | وائل إحسان             | أحمد حلمي - نور - عزت أبو عوف - منة عرفة                                      |                           |
| نقطة رجوع          | حاتم فريد              | شريف منير - نور - محمد شومان - هيدي كرم                                       |                           |
| هي فوضى؟           | يوسف شاهين - خالد يوسف | خالد صالح - منة شلبي - يوسف الشريف - هالة صدقي - هالة فاخر                    | آخر فيلم أخرجه يوسف شاهين |